# Grzegorze
Grzegorze (deutsch Gregersdorf) ist ein Dorf in der polnischen Woiwodschaft Ermland-Masuren, das zur Gmina Orzysz (Stadt- und Landgemeinde Arys) im Powiat Piski (Kreis Johannisburg) gehört.

## Geographische Lage
Grzegorze liegt in der südöstlichen Woiwodschaft Ermland-Masuren, 20 Kilometer nördlich der Kreisstadt Pisz (deutsch Johannisburg).

## Geschichte
Im Jahre 1437 wurde Gregorsdorff – nach 1656 Gregerßdorff, nach 1818 Grögersdorf genannt – gegründet. Zwischen 1874 und 1945 war das Dorf in den Amtsbezirk Mykossen (polnisch Mikosze) eingegliedert, der – 1938 in „Amtsbezirk Arenswalde“ umbenannt – zum Kreis Johannisburg im Regierungsbezirk Gumbinnen (ab 1905: Regierungsbezirk Allenstein) der preußischen Provinz Ostpreußen gehörte.
Im Jahre 1910 waren in Gregersdorf 274 Einwohner registriert. Ihre Zahl stieg bis 1933 auf 306 und verringerte sich bis 1939 auf 262.
Aufgrund der Bestimmungen des Versailler Vertrags stimmte die Bevölkerung im Abstimmungsgebiet Allenstein, zu dem Gregersdorf gehörte, am 11. Juli 1920 über die weitere staatliche Zugehörigkeit zu Ostpreußen (und damit zu Deutschland) oder den Anschluss an Polen ab. In Gregersdorf stimmten 180 Einwohner für den Verbleib bei Ostpreußen, auf Polen entfielen keine Stimmen.
In Kriegsfolge kam das Dorf 1945 mit dem gesamten südlichen Ostpreußen zu Polen und erhielt die polnische Namensform „Grzegorze“. Heute ist es Sitz eines Schulzenamtes (polnisch Sołectwo) und somit eine Ortschaft im Verbund der Stadt- und Landgemeinde Orzysz (Arys) im Powiat Piski (Kreis Johannisburg), bis 1998 der Woiwodschaft Suwałki, seither der Woiwodschaft Ermland-Masuren zugehörig.

## Religionen
Bis 1945 war Gregersdorf in die evangelische Kirche Eckersberg (polnisch Okartowo) in der Kirchenprovinz Ostpreußen der Kirche der Altpreußischen Union sowie in die römisch-katholische Kirche Johannisburg (polnisch Pisz) im Bistum Ermland eingepfarrt.
Heute gehört Grzegorze katholischerseits zur Pfarrei Okartowo im Bistum Ełk der Römisch-katholischen Kirche in Polen. Die evangelischen Einwohner halten sich zur Kirchengemeinde in Pisz in der Diözese Masuren der Evangelisch-Augsburgischen Kirche in Polen.

## Gefallenendenkmal

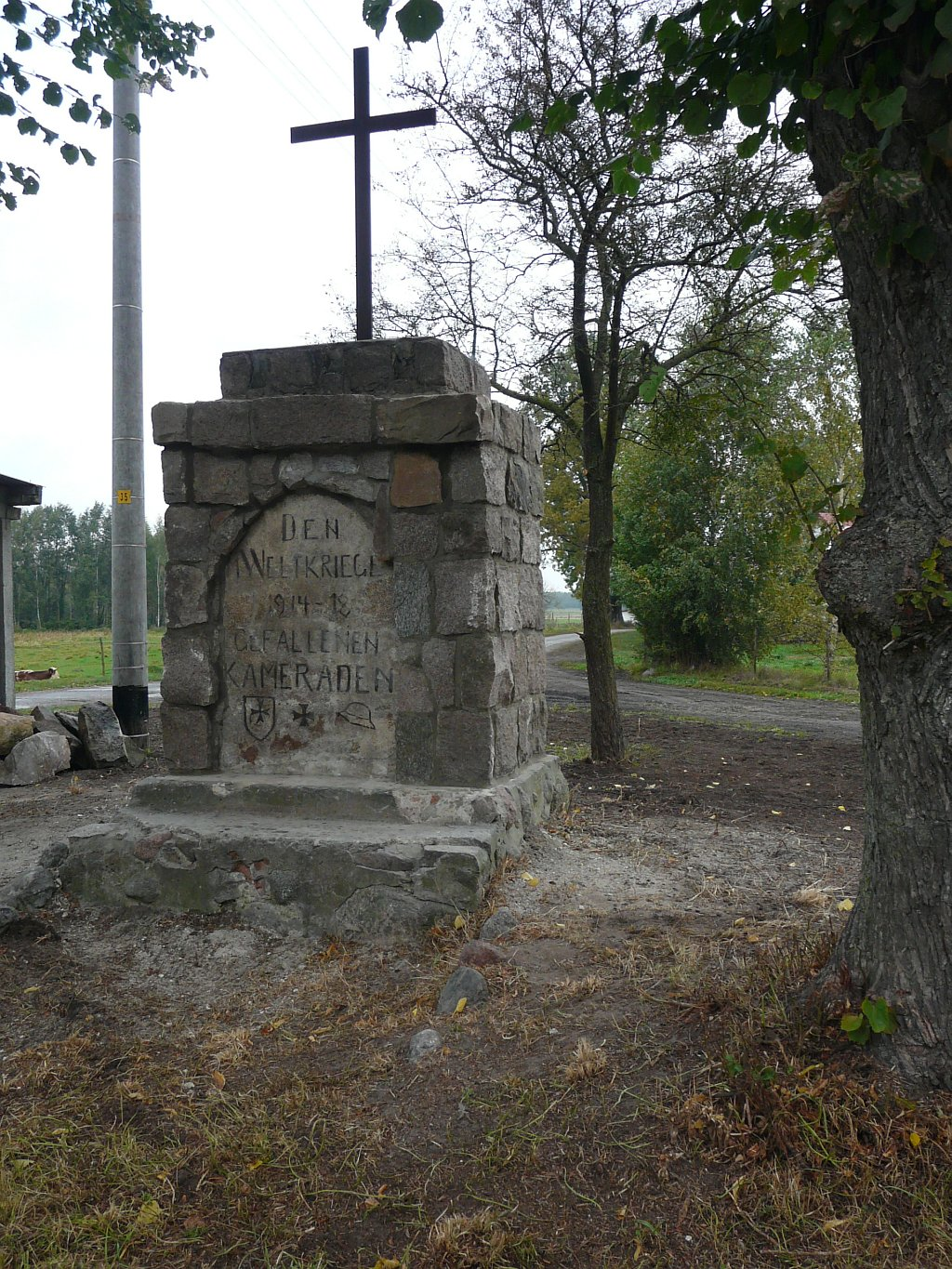
Deutsches Gefallenendenkmal in Grzegorze

In Gregorze ist ein Gefallenendenkmal für deutsche Soldaten erhalten. Es stammt aus dem Jahre 1920 und gedenkt der Gefallenen des Ersten Weltkrieges.

## Verkehr
Grzegorze liegt an der verkehrstechnisch bedeutenden polnischen Landesstraße 16 (frühere deutsche Reichsstraße 127), die in Ost-West-Richtung die drei Woiwodschaften Kujawien-Pommern, Ermland-Masuren und Podlachien durchzieht. Außerdem endet ein von Mikosze-Osada kommender Landweg in Grzegorze.
Die nächste Bahnstation ist Okartowo (deutsch Eckersberg) an der – allerdings nicht mehr regulär befahrenen – Bahnstrecke Czerwonka–Ełk (deutsch Rothfließ–Lyck).